# Georg Jung (Politiker, 1963)

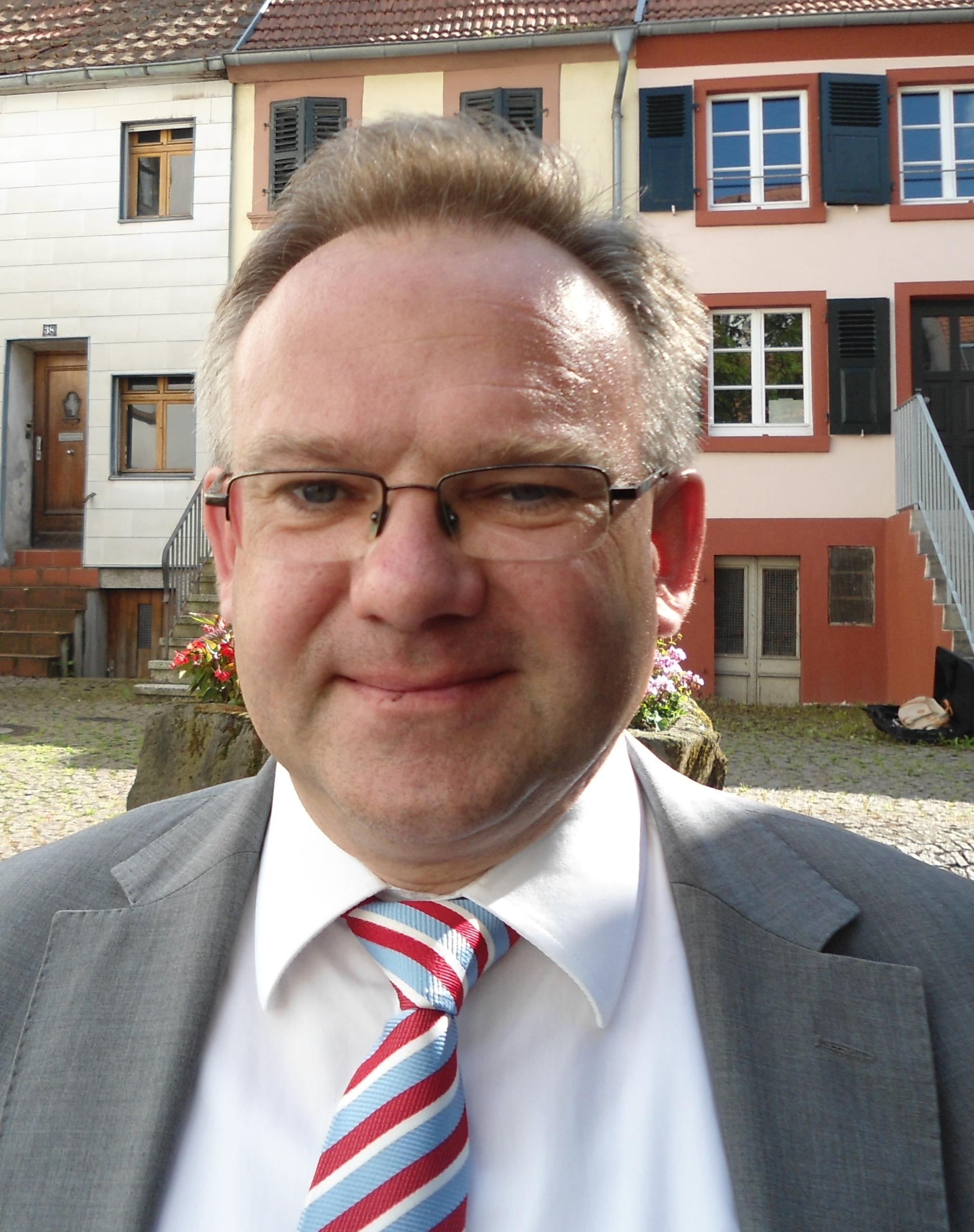
Georg Jung (2012)

Georg Jung (* 11. Juni 1963 in Ensheim) ist ein deutscher Politiker der CDU. Er war Oberbürgermeister der Mittelstadt St. Ingbert.

## Bildung
Nach der Grundschule besuchte Jung ab 1973 das Leibniz-Gymnasium in St. Ingbert, wo er 1982 das Abitur erlangte. Im Anschluss studierte er bis 1988 Jura an den Universitäten Regensburg und Freiburg im Breisgau und schloss mit dem Ersten juristischen Staatsexamen ab. Das Referendariat von 1989 bis 1992 schloss er mit dem Zweiten juristischen Staatsexamen ab.

## Beruf und Politik
Von 1992 bis 1996 fungierte er als Referatsleiter beim Thüringer Ministerium für Bundes- und Europaangelegenheiten (Vertretung des Landes Thüringen beim Bund). Dort war er zuständig für Bundesangelegenheiten und Grundsatzfragen in den Bereichen Umwelt, Naturschutz, Landwirtschaft und Forsten, Veterinärwesen. Ab Oktober 1999 war er Leiter des Ministerbüros im Ministerium für Umwelt des Saarlandes. Vom 1. August 2002 bis 31. Dezember 2002 leitete Jung die Stabsstelle „Koordinationsstelle Förderprogramme“ im Umweltministerium. Vom 1. Januar 2003 bis 4. Juli 2004 fungierte er als 1. hauptamtlicher Beigeordneter der Stadt St. Ingbert mit der Amtsbezeichnung Bürgermeister, bis er am 5. Juli zum Oberbürgermeister der Stadt St. Ingbert ernannt wurde.
Jung konnte nach acht Jahren als Oberbürgermeister eine Wiederwahl nicht erreichen. In einer Stichwahl am 6. November 2011 unterlag er seinem Gegenkandidaten Hans Wagner mit 48:52 Prozent der Stimmen. Jung gab am 5. Juli 2012 sein Amt an seinen Nachfolger ab.
Jung wurde am 11. Juli 2014 vom Landgericht Saarbrücken wegen Vorteilsnahme in vier Fällen und Untreue zu einer Geldstrafe von 300 Tagessätzen zu jeweils 50 Euro verurteilt. Der Verurteilung wegen Vorteilsannahme lag zu Grunde, dass Jung während seiner Zeit als Oberbürgermeister für den Verein zur Förderung der sozialen und kulturellen Belange in der Mittelstadt St. Ingbert von 2007 bis 2011 Spenden in Höhe von 455 000 Euro von mit der Stadtverwaltung in Kontakt stehenden Firmen eingeworben hatte. Der Vorwurf der Untreue beruhte auf einer von ihm vorgenommenen Beauftragung einer Rechtsanwaltskanzlei mit der Erstellung eines Gutachtens im Namen der Erich-Ferdinand-Bläse-Stiftung für Wohlfahrtspflege zu einem Honorar von rund 30.000 Euro, das zum Ergebnis kam, seine Bestellung als Stiftungsvorsitzender sei durch eine Satzungsänderung auch nach seiner Abwahl als Oberbürgermeister rechtmäßig.
Am 28. Februar 2018 wurde durch einen Bericht der Saarbrücker Zeitung bekannt, dass gegen Jung beim Verwaltungsgericht des Saarlandes wegen dessen strafrechtlicher Verurteilung eine Disziplinarklage eingereicht wurde. Kläger war das Landesverwaltungsamt des Saarlandes als zuständige Disziplinarbehörde. Die Klage zielte darauf ab, Jung seine Ansprüche auf Ruhegehalt abzuerkennen. Die Disziplinarklage wurde 2021 vom Oberverwaltungsgericht abgewiesen.

## Persönliches
Jung ist römisch-katholisch. Er ist verheiratet mit der Architektin Doris Dietrich-Jung. Das Ehepaar hat zwei Söhne.